# Barbara Kolm
Barbara Kolm (nascida Lamprechter no dia 28 de Novembro de 1964) é uma economista e política austríaca do Partido da Liberdade. Foi eleita membro do Conselho Nacional nas eleições legislativas de 2024, e em 2000 começou a desempenhar funções como directora do Friedrich A. v. Hayek Institut.